# Valea Mică (okręg Covasna)
Valea Mică (węg. Kispatak) – wieś w Rumunii, w okręgu Covasna, w gminie Boroșneu Mare. W 2011 roku liczyła 21 mieszkańców.